# ديفيد هير
ديفيد هير (بالإنجليزية: David Hare) هو كاتب مسرحي بريطاني ولد بتاريخ 5 يونيو عام 1947م بسانت ليوناردز شرق ساسكس بالمملكة المتحدة لوالدين من الطبقة المتوسطة.
عمل كمدير مسرح من (1969-1970) وكاتب مسرحي مقيم (1970-1971) لمسرح الرويال كورت في لندن. في عام 1973، أصبح كاتب مسرحي مقيم في مسرح نوتنغهام. ويعرف في الأوساط بأنه من جيل كتاب ما بعد الحرب العالمية الثانية.

## النشأة
قضى طفولته في منطقة ساسكيس الواقعة في بيكسل ادخر والديه المال حتى يرسلاه مدرسة ذات شأن، ذهب لمدرسة لانسنج ويقول:
 ثم ذهب إلى جامعة كامبريدج ودرس اللغة الأنجليزية لكنه لم يشرع في الكتابة إلا بعد وصوله للجامعة حين كان في عمر الثانية والعشرين من عمره. لكنه رفض أسلوب كامبريدج ومن يكتبون بها لأنهم يكتبون ما يرغب الناس به وليس ما يشعرون هم به بالفعل. عمل كمُدير التوظيف في لجنة نادي هواة المسرحية في جامعة كامبريدج، عام 1968م. بعد ذلك ذهب للعمل في «إيه.بى.باثيه» والتي قدمت أفلام باثيه التصويرية ومن هنا جائت علاقته بالأفلام.

## المسرح

### المسرح المتنقل
يرجع ديفيد هير نجاح كتاب هذا النوع من المسرح وتصدرهم قائمة المشاهير إلى أن جميعهم كانوا يحملوا حس مشترك فكنا نرى أننا نعيش فترة التدهور الشديد سواء على الصعيد الاجتماعي أو المسرحي فلم نحتمل أن نرى الثقافة الرسمية عاجزة عن رؤية الأزمة التي كانت الدولة واقعة بها لهذا برز هذا النوع الذي أعتبر تشاؤمي بعض الشيء. لتحول مباشرة إلى المسرح المتنقل الذي أقامه مع توني بيكات ولكن كانا مخرجين دون أعمال أو نصوص مسرحية لهذا اتجها لمسرحين مثل كافكا وجينت. وعن المسرح المتنقل قال هير:
لكن البدايات الأدبية الحقة لفكرة المسرح المتنقل تم أرسائها على يد «هوارد برنتون» ويروى هير لقائه به للمرة الأولى من خلال العقبات التي واجهتهم فكان هوارد الشخص الوحيد الذي حضر مسرحيتهم فقال له هو ومايكل «هل تفضل أن تذهب إلى الحانة» وكان أول تعاون فيما بينهم مسرحية «غرام كريستي». بعد ذلك تورط هير في كتابة مسرحية نتيجة تقاعص أحدهم عن هذا فكتب «كيف ابلى بروفي بلاء حسناً» لكنه لا يراها مسرحية عظيمة أو تستحق الاهتمام - كما يقول - لكنها كانت خطوة في صالحه لأنها كونت جمهور لهم كذلك تم تعيين وكيلاً له. في هذه المرحلة قدم المسرح المتنقل سير ذاتية متعددة حتى جائت شخصية ويليام بليك. هذه الشخصية اتاحت الفرصة أمامه لتطوير المسرح المتنقل لكنها كانت أكثر تعقيداً مما ظن هير.

### المسرح التجاري
أنتقل هير لنوع مسرحي جديد وهو المسرح التجاري فألف مسرحية الخبث لمايكل كودرون هذه المسرحية التي تبلورت وأخذت رواج كبير حتى وقتنا هذا. تحدثت عن ثلاث نساء داخل غرفة مغلقة. يعلق هير على المسرحية قائلاً:
 ويظن هير أنها ضربة حظ له. جائت بعد ذلك مسرحية العرض الكبير والتي أخذت عاماً في الكتابة ويتناول بها قضية العمال والسياسة في فترة الستينات من خلال عضو برلمان زال عنه الوهم ذلك من خلال تجربة ديفيد هير الخاصة ومتابعتة لحكومة حزب العمال لعام 1964م. بعد ذلك قدم مسرحية العقلة والتي يعدها هير مسرحية بناءة فهي تتناول قضية استحالة العيش في هذا النظام دون إحداث تدهور أخلاقي للذات وهذا في ذاته ادعاء كبير لكنها فشلت وبات من المستحيل عرض مسرحيته التالية وهي أسنان وأبتسامات على المسرح التجاري.

## مواقف وآراء

### موقف هير من المسرح والسينما
يعترف هير بأن المسرح هو شغفه الأول وهو الدعامة الأساسية له. وأنه سيبتعد عن الأضواء الهوليودية رغم ترشحه لجائزة الأوسكار لأفضل سيناريو عن فيلمي «الساعات، القارئ».

### رأي هير في الكتابة
حينما تكتب فأنك تفكر بجدية لتحاول إيجاد أجوبة عن تساؤلاتك خاصة هذه التي لم تجب عليها مؤسسات الإعلام أو السياسة وكذلك الصحافة، خاصة بعد شعوري بالضجر والملل من حياة الجامعة والتحرر من وهم الأنشطة اليسارية.

### هير والسياسة
منذ بداية رحلته مع التأليف وهو ينتقد السياسات ويبرز هذا في أعماله بوضوح فمسرحية «العرض العظيم» والذي يتحدث بها عن الأنحرافات الحاصلة بين الأعضاء السياسيين لحزب العمال. كذلك أسهامه بدور بارز في مسرحيتي «موقف السيارات وإيرلندا ملك إنجلترا» كذلك مشاركته مع هاورد بنتون في تأليف مسرحية «براسنيك» التي تعد دراسة مؤثرة للحياة السياسية الأقليمية. إلى جانب انتقاده الدائم للسياسة الأمريكية المهيمنة، ورفضه لما يحدث في الأراضى المحتلة من أنتهاكات 

### موقف هير من الأصولية الأمريكية
في عام 2003م تم اجتياح العراق من قبل الولايات المتحدة الأمريكية بدافع حماية العالم من خطر السلاح النووي الذي تخفيه العراق. وفي عام 2004م كتب ديفيد هير مسرحية «أشياء تحدث» قدمت في 1 سبتمبر عام 2004م على المسرح الوطني بلندن. يتناول بها خطة الأجتياح من خلال عدة لقاءات توثيقية مختارة بعناية إلى جانب مشاهدة من وحي خياله. من خلال هذه المسرحية ينتقد هير السياسة الأمريكية من خلال قطبي الصراع الممثل في جورج دبليو بوش ودونالد رامسفيلد الممثليين للأصولية الأمريكية واليمين المتطرف إلى جانب كولن باول المناهض لهذا الفكر، يظهر هير هذا بشكل حيادي تاركاً الحكم للمتلقي. ، كتب هير في برنامج العرض يقول: «حين أُغلقت الأبواب على زعماء العالم وهم يناقشون قرار الحرب على العراق، فتحتُ أنا أبواب مخيلتي. من هنا، يمكنني القول إن المسرحية امتلكت حياتها الدرامية الخاصة بها.. هذه دراما تاريخية، وليس دراما وثائقية».
استطاع ديفيد هير أن يوّحد ما لديه من معرفة بجانب خياله، ليكون دراما سياسية توثيقية ذات نكهة تهكمية موخزة، استطاعت أن تفكك البنى الفكرية والأخلاقية والسياسية، تلك التي كانت تقف وراء دوافع شن الحرب على العراق.
صحيح أن المعلومات التي تزودنا بها المسرحية معروفة لنا سلفاً، الا ان الفائدة من إعادتها وصبها في قالب درامي جديد، يتيح لنا رؤية الأحداث بطريقة مختلفة، على ضوء النتائج البشعة والمؤلمة لتلك الحرب، تفتح أمامنا آفاقاً جديدة لتقييم الشخصيات السياسية، صاحبة القرار، مرة أخرى.
الجديد أيضاً، أننا نسمع ونرى خطابات بوش وبلير مثلاً، حيّة، موجهة مباشرة لجمهور حي، وليس عبر شاشات التلفزيون، وهذا ما أعطاها نبضة واقعية وحقيقية، ناهيك عن أنك تجلس في مواجهة ممثلين يلعبون أدوار ساسة معروفين، مازالوا أحياء، نراهم ونسمعهم كل يوم، ومازالوا يتحكمون في مصيرنا حتى هذه اللحظة.

## ديفيد هير والمسرح التوثيقي
منذ بدأ هير بالكتابة اهتم بالسياسة ووظفها في أعماله بأشكال مختلفة فمثلاً في مسرحيته «العرض العظيم أو المعرض العظيم» يطرح قضية سياسية من خلال تناوله لانحرافات الأعضاء السياسيين لحزب العمل. كذلك مسرحية «موقف السيارات وأيرلندا ملك إنجلترا» تعد دراسة مؤثرة للحياة السياسية الأقليمية، أما في مسرحية «الخبث» فوثق لحياته بالجامعة والمؤسسات التعليمية. دعم هير التوجهات اليسارية حتى اكتشف زيفها فيما بعد وتحرر من وهمها، لهذا أراد إيجاد أجابات للتساؤلات التي لم تجيب عليها المؤسسات الإعلامية والسياسية إلى جانب الصحافة. إلى جانب مسرحية «العقلة» والتب تتناول الزيف والرغبة في الخروج منه حيث لا يمكن العيش في هذا النظام دون إحداث تدهور أخلاقي. كذلك مسرحية «أشياء تحدث» والتي يتناول بها اجتياح العراق من قبل الولايات المتحدة الأمريكية عن طريق حوارات حقيقية لأعضاء الحكومة الأمريكية والصحافة. وأيضاً مسرحية «طريق الالآم» يتناول بها الملف الأسرائيلي الفلسطيني من خلال لقاءات مع أفراد من الطرفيين. رغم التوثيق الذي يجتاح مسرح هير إلا أنه لا يعد نشرة أخبارية وإنما يقدمه بشكل فني مدروس وعميق.

## ديفيد هير وموقفه منالمرأة
يقول هير في حواره "بصحيفة ذي القارديان " أن المرأة في حياته كالمياه العذبة فهي لها وضع خاص في حياته، خاصة أن عالمي دائماً كان ملئ بالرجال، فالمشكلة أن المدرسة لم تكن بها فتاة واحدة لم تكن مدرسة مشتركة وبالكاد تحدثت مع واحدة منهن، رغم هذا أخذت المرأة حيز لا بأس به في أعمال هير فمثلاً مسرحية «الخبث» تتحدث عن حياة ثلاث نساء تعد هذه المسرحية من أسباب شهرة هير ويقول هير اعتقدت أني سأزداد سعادة إذا رأيت نساء على خشبة المسرح  كذلك مسرحية «الكثرة» التي استخدم بها التسلسل الزمني في مقارنة تجارب المرأة الإنجليزية في المقاومة الفرنسية بحياتها وقت السلم، كما قدم شخصية المرأة في حياد ودون تحدث.

## ديفيد هير وموقفه منالصراع الفلسطيني الإسرائيلي
بنى هير موقفه ووعيه من خلال ما يحيط به من اصدقاءو أفراد من الطرفين لكن ليكن أكثر دقة قام بزيارة لإسرائيل وفلسطين في 1997 ليعى الأمور عن قرب لنعترف المأساة التي يشكلها الاحتلال لكلا الشعبين.1997، مع قناعة قوية أنه غير صحي أن مثل هذا النزاع العنيف ينبغي أن تجتذب اهتمام عاطفي فقط من المشاركين الخاصة.
يقول هير على ألسنه أحد أصدقائه وهو كاتب إسرائيلي مشهور لكنه لم يكشف عن اسمه تحت ضغوط التشكيك من قبل الإسرائيليين قال «لا يوجد لدي الإسرائيليين الثقة الحقيقية في بقاء إسرائيل. وأن الإسرائيليون لديهم شعور هشة للغاية في المستقبل، فهم حقا يشعرون أن كل شيء مؤقت.» ويذكر تعمق هذا الشعور حينما يزور دولة كإنجلترا ويراهم يخططون للنهوض والنمو بالبلاد من خلال المشاريع العدة ويضيف أيضا "لا توجد خطط لإسرائيل، رغم أننا نملك جيشا كبيرا والكثير من الأسلحة النووية، إسرئيل حتى بعد ستون عاما ليست وطنهم، نتيجة لشعورهم بالشتات إلى يعد مرض يهودي نتيجة معاناة اليهود وما لاقوه من جرائم كالمحرقة "الهولوكوست".
يرفض هير هذا الأمر ويقول «أنا أرفض تماما فكرة الكاتب في أن هذا هو الشتات "مرض اليهودية" في الواقع، إذا كانت إسرائيل وضعت بعض من مهارات البقاء والشعور بالتواضع المستفادة من مجتمعات الشتات اليهودي قد تجد مزيدا من النجاح في التأقلم نفسها في منطقة الشرق الأوسط".» إلى جانب انتقاد هير لبلاده وما تفعله وأن الناس يقولون دائما أن الغرب «نحن» يعيشوا حياة ضحلة. يجب أن تكون حياتنا الضحلة لأننا نعيش في البلدان حيث لا أحد يعتقد في أي شيء أكثر من ذلك. أما في إسرائيل فهم يقاتلون لأجل ما يعتقدون به يؤمنون به. فهي قبل أي شئ فكرة سبب لتجميع هؤلاء من مفترق أقطار العالم ويقول أنه كما هو منصوص عليه في الكتب المدرسية البريطانية «أن اليهود هم أكثر شعوب العالم اضطهادنا نتيجة لما تعرضوا له، بل وربما أكثر الشعوب اضطهادا على مر العصور لهذا ناشدنا الضمير العالمي لكن العالم بلا ضمير لهذا لجأنا للمعركة والنضال وعودة الشعب لأرضه والسبب أن في هذه اللحظة سيكون للحياة معنى»
أما عن الجدار العازل فيتجه هير لأصدقائه حتى يستوعب الأمر فتقول أحد صديقاته «لدي معارف على جانبي السور وعلى جانبي الجدار». أنا أكره الجدار، يؤسفني ذلك. أنا أخجل من الجدار.". وفي بيت أحد الأصدقاء في القدس يقول وهم يتناولون الشاي والبيسكويت في هدوء عميق "أننا نبدو أقوياء لكننا في الحقيقة نشعر بالضعف، فالاحتلال يمارس على الفلسطينيين لكنه يحيط بنا". لهذا فهم بحاجة للجدار حتى يعيشوا حياة طبيعية، لكنها أيضا لن تكون طبيعية بوجود الجدار. يأكد أحد أصدقاء هير الفلسطينيين قائلا "الجدار ليس من حولنا. بل من حولهم ". ويضيف هناك الكثيرين من اليهود وخاصة الجيل الجديد منهم يتركون إسرائيل ويسافرون ليعيشوا في أقطار العالم المختلفة، نريد سببا وجيها ليأتوا ليعيشوا هنا وليس في الولايات المتحدة أو غيرها من البلاد، فنحن لا نشعر بالأمان أو الاستقرار.
وهناك رأى آخر لأحد أصدقائه تقول فيه «وعدالرب بالأرض، لكنه لم يوعد بأنها ستكون سهلة، أنت لا تأتي إلى إسرائيل إذا كنت تعتقد انها سوف تكون سهلة. قد لا تكون دينية، ولكن في الواقع تحتاج إلى احتياطيات عميقة للإيمان. نحن على ما يبدو أكثر انقساما من أي وقت مضى في تاريخنا، ولكن في أعماقي، والشعب العلماني احترم التوجهات الدينية للناس، لهذا سنكون جميعا متحدين مرة أخرى».
يضيف هير تعقيبا لما حدث في إسرائيل في أعقاب أتفاقية أوسلو ما بين إسحاق رابين وياسر عرفات التي نتج عنها اغتيال إسحاق رابين، ان هذا العنف ينم عن التطرف الحاصل في إسرائيل فيقول "لقد تعلمت شيئا مهما. لا شئ يعبر عن شعور المستوطنين بعدم استقرار أكثر من فكرة أن وفاة رابين هي ذنبهم. واغتيال زعيم يهودي من قبل يهودي تأكد على وجود عصبيات وتهديد."
يحكى هير عن تجربته وهو في الطريق لرام الله انها طريق لطيفة. ونحن في طريقنا إلى رام الله على ما يسمى الطريق كبار الشخصيات، وذلك لأن وجوه بيضاء واثنين من جوازات السفر البريطانية. لذلك لدينا أولوية. لدينا طريق جميلة فارغة لأنفسنا. يمكننا أن نرى في طريق مواز، بالنسبة للفلسطينيين، فقط 50 ياردة، جنبا إلى جنب مع تشغيل. انها في حالة جمود. وعلى هذا الطريق يتم توقيفهم وهذا أكثر في فترة ما بعد الظهر. يضيف هير أنه حينما كان في القدس ألتقى بديفيد غروسمان، الروائي الإسرائيلي الذي قتل ابنه يوري في اليوم الأخير من الحرب في لبنان. وان منزلهم ما يزال يحيطه الحزن. بدلا من استخدام المناطق التي احتلت كوسيلة ضغط في المفاوضات، وأصبحنا بدلا من ذلك مدمنون على الاحتلال. ليس شعور سيء أن نكون سادة لمرة واحدة. لكنناأصبحنا مدمنين على هذا الشعور، وكأنه مخدر.
الآن لدينا مشكلة رهيبة تخيل أي واقع آخر غير الذي نعيش فيه أن نصبح قد اعتدنا، لا يمكنك أن نعتقد أن هناك طريقة أخرى ممكنة للحياة. وهكذا على نحو فعال أن تصبح ضحية لهذا الوضع. كانت الفكرة من إسرائيل هي التناقض المركزي، ينبغي لنا أن نتوقف عن كوننا الضحايا. بدلا من ذلك نسلم مصيرنا لرجال الأمن، ونحن نسمح للجيش بإدارة البلاد، لأننا نفتقر إلى الطبقة السياسية مع رؤية ما وراء الجيش. البقاء على قيد الحياة ويصبح هدفنا الوحيد. فنحن نعيش من أجل البقاء على قيد الحياة، وليس من اجل العيش.وأود أن أبدأ في العيش. أنا أريد بعض البوابات في الجدار.
يعقب هير وهم في طريقهم لنابلس «أريد أن أعرف الجواب الآن نحن نتجه لمدينة نابلس. لكن لا يمكننا ان نذهب على طول الطريق، في كل مرة هناك جنوداسرائيليين. وذلك في كل مرة انطلقنا في اتجاهات جديدة، لف إلى الوراء، ودائما في البحث عن طريق واحد غير المشروعة.»

## أعماله

### مسرحيات
| - الخبث. (1970) - العرض الكبير. (1972) - برمجة. (1974) - أسنان وابتسامات. (1975) - الكثرة. (1975) - خريطة للعالم. (1982) - براندا. (1985) - نشوة الطرب السرية. (1988) | - سباق الشيطان. (1990) - تذمر القضاة. (1991) - غيال الحرب. (1993) - أضواء السماء. (1995) - مظهر إيمي. (1997) - الغرفة الزرقاء. (1998) - قبلة يهوذا. (1998) - طريق الإلآم. (1998) | - سريري الزنكي. (2000) - نفس من الحياة. (2002) - الطريق الدائم. (2004) - أشياء تحدث. (2004) - ساعة عمودي. (2006) - جسمانية. (2008) - السلطة لنعم. (2009) - جنوب الهبوط. (2011) |

### سينما وتليفزيون
كتب هير سيناريوهات للسينما إلى جانب مسرحياته التي تم تحويل بعضها لمسرحيات تليفزيونية.

### السينما
كتب سيناريو فيلم الساعات استناداً لرواية مايكل كننغهام عام 2002م. كذلك سيناريو فيلم القارئ عن رواية لبيرنهارد سكييلينج.

### التليفزيون
| - هزيمة هتلر. (1978) - أحلام الرحيل. (1980) - الكثرة. (1985) - حمالة. (1989) - ضرر. (1992) | - التصويبات استنادا لرواية لجوناثان فرانزين. (2007) - سريرى الزنكى عن مسرحيته. (2008) - جريمة قتل في سمرقند. (2008) - الصفحة الثامنة. (2011) |

### عمله كمخرج
بدأ هير عمله كمخرج مع توني بيكات في المسرح لكنه أتجه للمرح بعد ذلك.
| - هزيمة هتلر على قنوات البي بي سي. (1978) - أحلام الرحيل. (1980) - باريس ليلاً. (1988) - حمالة. (1989) | - عنوان منزل. (1991) - باريس مايو 1919. (1993) - عام التفكير السحري. (2007) - الصفحة الثامنة. (2011) |

## الجوائز
هذا إلى جانب الترشيحات للعديد من الجوائز منها عام 2003م لجائزة الجولدن جلوب عن فيلم الساعات (الساعات (فيلم)) ونفس الجائزة فئة أفضل كاتب سيناريو عن فيلم القارئ (القارئ).
| السنة | الجائزة                | المكان                     | العمل      | الفئة             |
| ----- | ---------------------- | -------------------------- | ---------- | ----------------- |
| 1979  | جائزة البفته           | المملكة المتحدة            | هزيمة هتلر | أفضل مسرحية       |
| 2002  | نقابة الكتاب الأمريكين | الولايات المتحدة الأمريكية | الساعات    | أفضل كاتب سيناريو |
| 2003  | USC                    | الولايات المتحدة الأمريكية | الساعات    | أفضل كاتب سيناريو |
| 2002  | جائزة نقاد السينما     | الولايات المتحدة الأمريكية | الساعات    | أفضل كاتب سيناريو |

## وصلات خارجية
- ديفيد هير على موقع IMDb (الإنجليزية)
- ديفيد هير على موقع الموسوعة البريطانية (الإنجليزية)
- ديفيد هير على موقع مونزينجر (الألمانية)
- ديفيد هير على موقع ألو سيني (الفرنسية)
- ديفيد هير على موقع تيرنر كلاسيك موفيز (الإنجليزية)
- ديفيد هير على موقع أول موفي (الإنجليزية)
- ديفيد هير على موقع بوكس أوفيس موجو (الإنجليزية)
- ديفيد هير على موقع قاعدة بيانات برودواي على الإنترنت (الإنجليزية)
- ديفيد هير على موقع قاعدة بيانات الأفلام السويدية (السويدية)
- ديفيد هير على موقع إن إن دي بي (الإنجليزية)